# Liste der Biografien/Sek
Liste der Biografien |
Portal Biografien |
Personensuche
# |
A |
B |
C |
D |
E |
F |
G |
H |
I |
J |
K |
L |
M |
N |
O |
P |
Q |
R |
S |
T |
U |
V |
W |
X |
Y |
Z |
?
 
Sa |
Sb |
Sc |
Sd |
Se |
Sf |
Sg |
Sh |
Si |
Sj |
Sk |
Sl |
Sm |
Sn |
So |
Sp |
Sq |
Sr |
Ss |
St |
Su |
Sv |
Sw |
Sy |
Sz
 
Sea |
Seb |
Sec |
Sed |
See |
Sef |
Seg |
Seh |
Sei |
Sej |
Sek |
Sel |
Sem |
Sen |
Seo |
Sep |
Seq |
Ser |
Ses |
Set |
Seu |
Sev |
Sew |
Sex |
Sey |
Sez
Die Liste der Biografien führt alle Personen auf, die in der deutschsprachigen Wikipedia einen Artikel haben. Dieses ist eine Teilliste mit 157 Einträgen von Personen, deren Namen mit den Buchstaben „Sek“ beginnt.

## Sek
- Sęk, Szymon Szynkowski vel (* 1982), polnischer Politiker, Abgeordneter des polnischen Sejm

### Seka
- Seka, Pharao der altägyptischen Prädynastik
- Seka (* 1954), US-amerikanische PornodarstellerinSeka (* 1954)

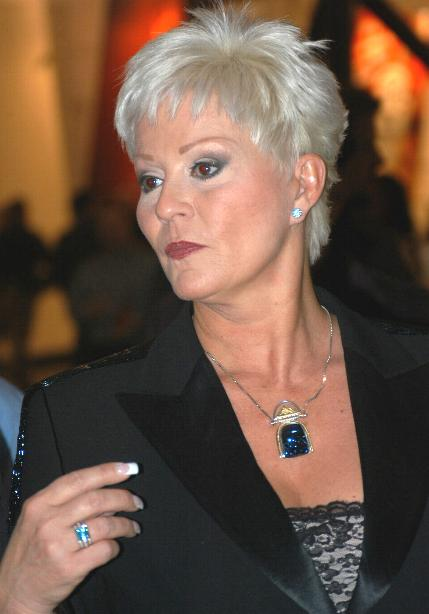
Seka (* 1954)

- Séka, Arnaud (* 1985), beninischer Fußballspieler
- Sekáč, Jiří (* 1992), tschechischer Eishockeyspieler
- Sekacz, Ilona (* 1948), britische Komponistin
- Sekagya, Ibrahim (* 1980), ugandischer Fußballspieler
- Sekanina, Karl (1926–2008), österreichischer Gewerkschafter und Politiker (SPÖ), Abgeordneter zum Nationalrat, Mitglied des Bundesrates
- Sekanina, Zdenek (* 1936), US-amerikanischer Astronom
- Sekanová, Lucie (* 1989), tschechische Leichtathletin
- Šekarić, Jasna (* 1965), serbische Sportschützin
- Sekatschowa, Iryna (* 1976), ukrainische Hammerwerferin

### Sekb
- Sekban, Mehmet Şükrü (1881–1960), kurdischer Politiker und Arzt

### Seke
- Sekelius, Tone (* 1997), schwedische Influencerin, Sängerin und Moderatorin
- Sekelj, Tibor (1912–1988), jugoslawischer Entdecker, Esperantist, Autor und Rechtsanwalt
- Sekely, Steve (1899–1979), ungarischer Filmregisseur
- Şeker Ahmed Pascha (1841–1907), osmanischer Maler und Soldat
- Seker, Alev (* 1985), deutsche Journalistin, Nachrichtensprecherin und Fernsehmoderatorin
- Şeker, Alişan (* 1986), türkischer Fußballtorhüter
- Şeker, Busem (* 1998), deutsch-türkische Fußballspielerin
- Şeker, Fevzi (1962–2011), türkischer Ringer
- Şeker, Furkan (* 1992), türkischer Fußballspieler
- Seker, Tolga (* 1990), deutscher Schauspieler mit türkischen Wurzeln
- Sekera, Andrej (* 1986), slowakischer Eishockeyspieler
- Sekera, Franz (1899–1955), österreichischer Bodenkundler
- Sekera, Martin (* 1971), tschechisch-deutscher Eishockeyspieler
- Sekeráš, Ľubomír (* 1968), slowakischer Eishockeyspieler
- Şekerci, Beyza (* 1988), türkische Schauspielerin und Fernsehmoderatorin
- Şekerci, Selçuk (* 1984), türkischer Beachvolleyballspieler
- Şekerci, Selin (* 1989), türkische Schauspielerin
- Şekerci, Suzan (* 1976), türkische Journalistin und Filmemacherin
- Sekerina, Oksana, russische Opern- und Konzertsängerin
- Šekerinska, Radmila (* 1972), nordmazedonische PolitikerinRadmila Šekerinska (* 1972)

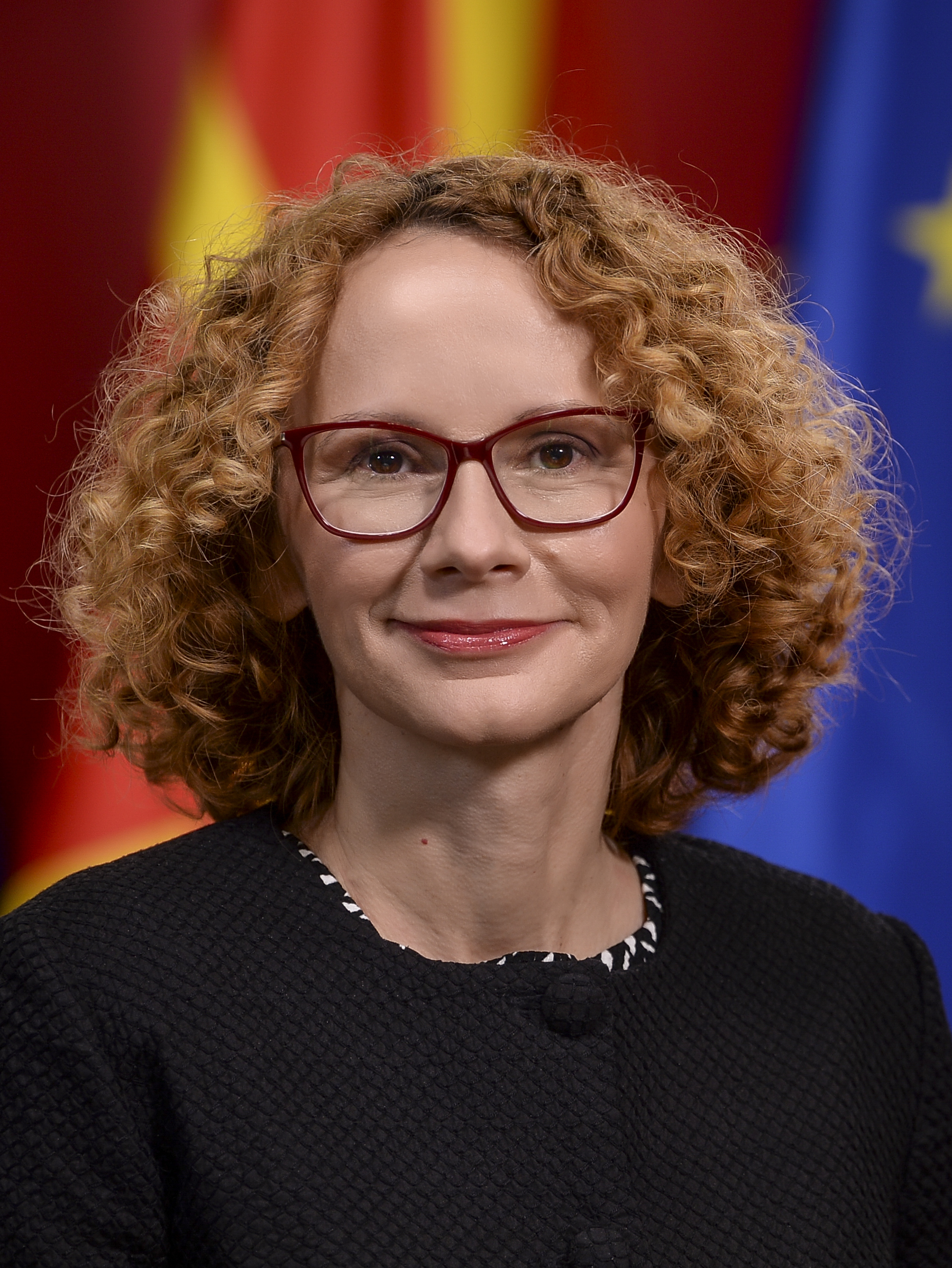
Radmila Šekerinska (* 1972)

- Sekeris, Constantin E. (1933–2009), griechischer Biochemiker und Molekularbiologe
- Sekerlioglu, Attila (* 1965), österreichischer Fußballspieler
- Sekerlioglu, Cem (* 1979), österreichischer Fußballspieler
- Şekeroğlu, Hikmet Renan (* 1960), türkischer Diplomat
- Sekey, Benedikt Dotu (1940–2000), ghanaischer Geistlicher und römisch-katholischer Bischof von Gbarnga

### Sekg
- Sekgodiso, Prudence (* 2002), südafrikanische Mittelstreckenläuferin
- Sekgoma II. (1869–1925), Herrscher der Bamangwato

### Sekh
- Sekhabi, Shalate (* 2000), südafrikanische Schauspielerin
- Sekhamane, Tlohang (* 1955), lesothischer Politiker
- Sekhukhune (1814–1882), Herrscher der Bapedi
- Sekhukhune, Tumi (* 1998), südafrikanische Cricketspielerin

### Seki
- Seki, Akiko (1899–1973), japanische Sopranistin und Chordirigentin
- Seki, Aniya (* 1979), japanische Boxerin
- Seki, Deniz (* 1970), türkische Popsängerin
- Seki, Hiroharu (1927–1997), japanischer Politikwissenschaftler, Hochschullehrer und Rektor der Universität Hiroshima (1975–1979)
- Seki, Hironao (1852–1939), japanischer Unternehmer im Anzeigengeschäft
- Seki, Kazuto (* 1975), japanischer Segler
- Seki, Kentarō (* 1986), japanischer Fußballspieler
- Seki, Kōji (* 1972), japanischer Fußballspieler
- Seki, Masako († 2019), japanische Tischtennisspielerin
- Seki, Minako, deutsch-japanische Tänzerin, Choreographin, Performancekünstlerin und Dozentin für zeitgenössischen Tanz
- Seki, Mitsuhiro (* 1982), japanischer Fußballspieler
- Seki, Natsue (* 1966), japanische Eisschnellläuferin und Radsportlerin
- Seki, Shūichi (* 1946), japanischer Animator und Character Designer
- Seki, Takakazu († 1708), japanischer Mathematiker
- Seki, Takamichi (* 1981), japanischer Fußballspieler
- Seki, Takashi (1939–2023), japanischer Archäologe
- Seki, Takashi (* 1978), japanischer Fußballspieler
- Seki, Tomokazu (* 1972), japanischer Synchronsprecher (Seiyū)
- Seki, Tsutomu (* 1930), japanischer Astronom
- Sekic, Dario (* 2003), österreichischer Fußballspieler
- Sekić, Igor (* 1981), kroatisch-österreichischer Fußballspieler
- Sekidika, Jesse (* 1996), nigerianischer Fußballspieler
- Sekido, Kenji (* 1990), japanischer Fußballspieler
- Sekido, Tsutomu (1915–1987), japanischer Skisportler
- Sekigawa, Ikuma (* 2000), japanischer Fußballspieler
- Sekiguchi, Hisao (* 1954), japanischer Fußballspieler
- Sekiguchi, Kaishin (* 2001), japanischer Fußballspieler
- Sekiguchi, Keisuke (* 1986), japanischer Fußballspieler
- Sekiguchi, Kunimitsu (* 1985), japanischer Fußballspieler
- Sekiguchi, Masahiro (* 1998), japanischer Fußballspieler
- Sekiguchi, Masakazu (* 1953), japanischer Politiker
- Sekiguchi, Ryōko (* 1970), japanische Schriftstellerin, Kunsthistorikerin und Übersetzerin
- Sekiguchi, Tsugio (1894–1958), japanischer Linguist und Schauspieler
- Sekiguchi, Yūhi (* 1987), japanischer Automobilrennfahrer
- Sekihara, Ryōga (* 1991), japanischer Fußballspieler
- Sekimizu, Kōji (* 1952), japanischer Ingenieur, ehemaliger Direktor der Internationalen Seeschifffahrts-Organisation
- Sekimoto, Daisuke (* 1981), japanischer Wrestler
- Sekimoto, Kōichi (1978–2016), japanischer Fußballspieler
- Sekimoto, Tadahiro (1926–2007), japanischer Elektroingenieur und Manager
- Sekin, Kübra (* 1990), Künstlerin, Moderatorin, Performerin, Aktivistin
- Sekine, Eigo (* 1981), japanischer Fußballspieler
- Sekine, Hanami (* 1996), japanische Langstreckenläuferin
- Sekine, Hiroki (* 2002), japanischer Fußballspieler
- Sekine, Hiroshi (1920–1994), japanischer Dichter und Literaturkritiker
- Sekine, Shinobu (1943–2018), japanischer Judoka
- Sekine, Shōji (1899–1919), japanischer Maler
- Sekine, Takahiro (* 1995), japanischer Fußballspieler
- Sekine, Thomas T. (1933–2022), japanischer Ökonom
- Sekine, Toshiyuki (* 1955), japanischer Jazzmusiker
- Sekinger, Ulrich J. (* 1944), deutscher Maler und Bildhauer
- Sekino, Genya (* 1999), japanischer Fußballspieler
- Sekino, Jun’ichirō (1914–1988), japanischer Maler
- Sekita, Hiroshi (* 1989), japanischer Fußballspieler
- Sekiwa, Akiko (* 1978), japanische Curlerin
- Sekiya, Katsutsugu (* 1938), japanischer Politiker und Mitglied der liberaldemokratischen Partei Japans
- Sekiya, Masanori (* 1949), japanischer Automobilrennfahrer
- Sekiya, Mayu (* 1987), japanische Badmintonspielerin
- Sekiya, Natsuki (* 1997), japanische Langstreckenläuferin
- Sekiya, Shūichi (* 1969), japanischer Biathlet
- Sekiya, Toshiko (1904–1941), japanische Komponistin und Opernsängerin
- Sekizuka, Takashi (* 1960), japanischer Fußballspieler

### Sekk
- Sekka, Johnny (1934–2006), britischer Schauspieler

### Sekl
- Sekler, Eduard (1880–1976), österreichischer Bühnen- und Filmschauspieler
- Sekler, Eduard (1920–2017), österreichischer Architekt, Architekturhistoriker und Hochschullehrer
- Sekles, Bernhard (1872–1934), deutscher Komponist, Dirigent, Pianist und Musikpädagoge
- Seklucjan, Jan († 1578), polnischer evangelischer Theologe und Verleger

### Sekm
- Sekman, Erkan (* 1984), türkischer Fußballspieler
- Sekmen, Melis (* 1993), deutsche Politikerin (CDU, Bündnis 90/Die Grünen), MdBMelis Sekmen (* 1993)

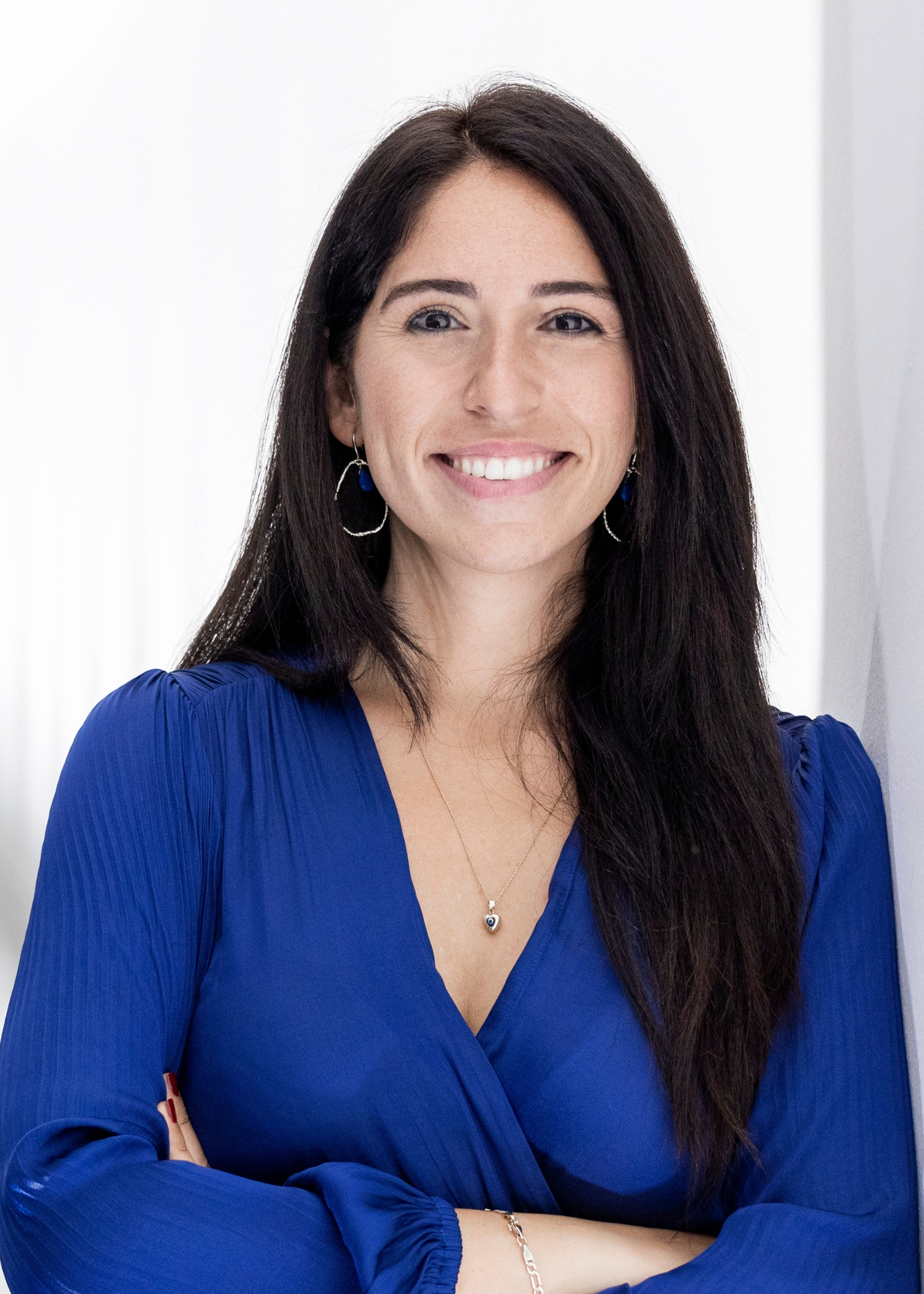
Melis Sekmen (* 1993)

- Sekmokas, Arvydas (* 1951), litauischer Politiker, Energiewirtschaftsminister von Litauen und stellvertretender Wirtschaftsminister

### Seko
- Seko, Ayumu (* 2000), japanischer Fußballspieler
- Sekō, Hiroshige (* 1962), japanischer Politiker (LDP, Hosoda-Faktion)
- Seko, Nodoka (* 1991), japanische Sprinterin
- Seko, Tatsuki (* 1997), japanischer Fußballspieler
- Seko, Toshihiko (* 1956), japanischer Leichtathlet
- Seko, Yūto (* 1998), japanischer Hochspringer
- Sekora, Gunter (* 1950), deutscher Fußballspieler
- Sekora, Ondřej (1899–1967), tschechischer Schriftsteller, Kinderbuchautor, Karikaturist, Journalist und Graphiker
- Sekoto, Gerard (1913–1993), südafrikanischer Maler und Musiker
- Sékou (* 1971), US-amerikanischer Rapper
- Sékou, Djado (1926–1988), nigrischer Erzähler
- Sekowitsch, Edip (1958–2008), jugoslawisch-österreichischer Boxer
- Sekowsky, Mike (1923–1989), US-amerikanischer Comiczeichner und -autor

### Seks
- Seksan Chaothonglang (* 1983), thailändischer Fußballspieler
- Seksan Piturat (* 1976), thailändischer Fußballspieler
- Seksan Ratree (* 2003), thailändischer Fußballspieler
- Seksik, Laurent (* 1962), französischer Arzt und Autor
- Seksit Srisai (* 1994), thailändischer Fußballspieler

### Sekt
- Sektioui, Tarik (* 1977), marokkanischer Fußballspieler

### Seku
- Seku Amadu, Fulbe-Herrscher
- Sekula, Allan (1951–2013), US-amerikanischer Künstler
- Sekuła, Andrzej (* 1954), polnischer Kameramann und Regisseur
- Sekula, Jürgen (* 1958), deutscher Fußballspieler
- Sekuła, Mirosław (* 1955), polnischer Politiker (Platforma Obywatelska), Mitglied des Sejm
- Sekula, Sonja (1918–1963), Schweizer Künstlerin
- Sekula-Gibbs, Shelley (* 1953), US-amerikanische Politikerin
- Šekularac, Dragoslav (1937–2019), jugoslawischer Fußballspieler und -trainerDragoslav Šekularac (1937–2019)

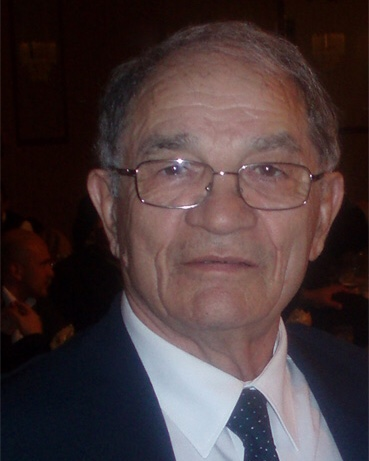
Dragoslav Šekularac (1937–2019)

- Sekulić, Blagota (* 1982), montenegrinischer Basketballspieler
- Sekulić, Branislav (1906–1968), jugoslawischer Fußballspieler und -trainer
- Sekulić, Goga (* 1977), montenegrinische Turbo-Folk-Sängerin
- Sekulić, Isidora (1877–1958), serbische Schriftstellerin
- Sekulić, Martin (1833–1905), kroatischer Mathematiker und PhysikerMartin Sekulić (1833–1905)

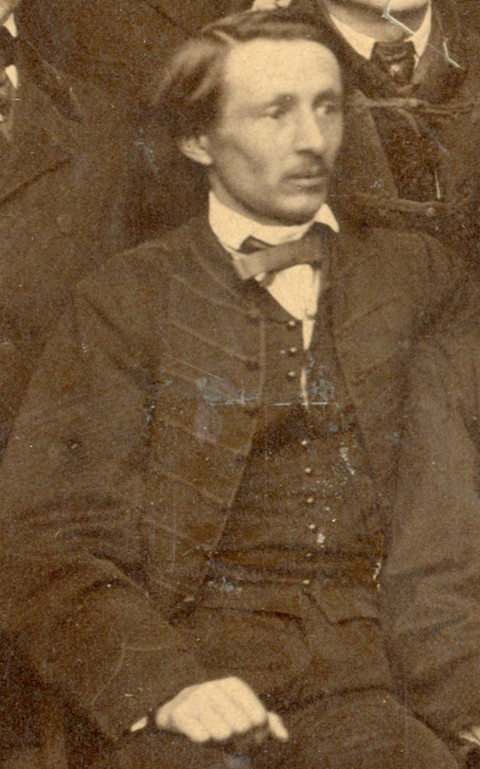
Martin Sekulić (1833–1905)

- Sekulic, Milos (* 1989), schwedischer Tennisspieler
- Sekulic, Philip (* 2003), australischer Tennisspieler
- Sekulic, Sarah-Rebecca (* 1992), deutsche Tennisspielerin
- Sekulić, Sava (1902–1989), jugoslawischer naiver Maler
- Sekulow, Jay (* 1957), US-amerikanischer Anwalt, Leiter des American Center for Law and Justice
- Sekundo, Walter, deutscher Augenchirurg und Spezialist für refraktive Augenchirurgie
- Sekura, Christopher (* 1975), australischer Eishockeyspieler

### Sekw
- Sekwa, Castor (1927–1996), tansanischer Geistlicher, römisch-katholischer Bischof von Shinyanga

### Seky
- Sekyi, Mark (* 1995), ghanaischer Fußballspieler
- Sekyi-Hughes, Ebenezer Begyina (* 1939), ghanaischer Politiker, Sprecher des Parlaments in Ghana
- Sekyim-Kwandoh, Assua Kwasi, ghanaischer Diplomat
- Sekyra, Hugo Michael (1941–1998), österreichischer Manager